# Амигдали
Амигдали́ (греч. Αμυγδαλή — миндаль) — горная деревня в Греции, к западу от города Кардица, и в 12 километрах от Музакиона в западной части нома Кардица. Амигдали относится к диму Музакион. Население 103 человека в 2001 году. Жители занимаются сельским хозяйством.
Праздник села в день святой Параскевы, 26 июля. В селе находится храм святого Димитрия. Рядом с селом, на пешеходной тропе к озеру Пластира находится памятник Диамандиса, одного из соратников Георгия Караискакиса.